# The Witch of Salem
The Witch of Salem er en amerikansk stumfilm fra 1913 af Raymond B. West.